# Dolichocodia bivittata
Dolichocodia bivittata är en tvåvingeart som först beskrevs av Daniel William Coquillett 1902.  Dolichocodia bivittata ingår i släktet Dolichocodia och familjen parasitflugor.
Artens utbredningsområde är Arizona. Inga underarter finns listade i Catalogue of Life.